# Riocreuxia aberrans
Riocreuxia aberrans är en oleanderväxtart som beskrevs av Robert Allen Dyer. Riocreuxia aberrans ingår i släktet Riocreuxia och familjen oleanderväxter. Inga underarter finns listade i Catalogue of Life.